# Pablo Usoz
Pablo Usoz Ciriza (* 31. Dezember 1968 in Madrid) ist ein ehemaliger spanischer Hockeyspieler. Er belegte mit der spanischen Nationalmannschaft den zweiten Platz bei den Olympischen Spielen 1996 und war 1998 Weltmeisterschaftszweiter.

## Karriere
Pablo Usoz spielte für die Mannschaft der Universität Complutense Madrid. Sein Vater Luis María Usoz hatte 1960 eine olympische Bronzemedaille im Hockey gewonnen.
Die internationale Karriere von Pablo Usoz begann bei der Weltmeisterschaft 1990 in Lahore, als er mit der spanischen Mannschaft den achten Platz belegte. Zwei Jahre später war Spanien Gastgeber bei den Olympischen Spielen 1992 in Barcelona. Die Spanier belegten in ihrer Vorrundengruppe nur den dritten Platz. Mit zwei Siegen in der Klassifizierungsrunde erreichten sie den fünften Rang. Bei der Vorrundenniederlage gegen die Mannschaft aus den Niederlanden erzielte Pablo Usoz nach Strafecke sein einziges Tor bei Olympischen Spielen.
1994 bei der Weltmeisterschaft in Sydney belegte die spanische Mannschaft den neunten Platz. Bei den Olympischen Spielen 1996 in Atlanta gewannen die Spanier ihre Vorrundengruppe trotz einer Niederlage gegen die indische Mannschaft. Mit einem 2:1-Halbfinalsieg über die australische Mannschaft erreichten die Spanier das Finale gegen die Niederländer, dort unterlagen die Spanier mit 1:3. Zwei Jahre danach bei der Weltmeisterschaft in Utrecht belegten die Spanier in der Vorrunde den zweiten Platz hinter Australien. Nach einem 3:0 über die Deutschen im Halbfinale trafen die Spanier im Finale wieder auf die niederländische Auswahl. Die Niederländer siegten nach Verlängerung 3:2. Bei den Olympischen Spielen 2000 in Sydney belegten die Spanier den neunten Platz.
Nach den Olympischen Spielen 2000 beendete Pablo Usoz seine Karriere als Spieler und wurde Trainer. Bis 2002 war er Team-Manager der spanischen Damen-Nationalmannschaft, danach war er bis 2010 deren Cheftrainer. Er betreute das Team bei den Olympischen Spielen 2004 in Athen (10. Platz) und 2008 in Peking (7. Platz). Bei Europameisterschaften belegte die Mannschaft nach der Silbermedaille 2003 dreimal in Folge den vierten Platz.